# Karol Sliwowski
Karol Henrikowitsch Sliwowski (* 29. Juni 1845 in Sabolottja, Gouvernement Witebsk; † 6. Januar 1933 in Sedanka) war der einzige römisch-katholische Bischof von Wladiwostok und amtierte von 1923 bis 1933.

## Leben
Karol Sliwowski empfing 1883 das Sakrament der Priesterweihe. Am 2. Februar 1923 wurde Sliwowski zum Bischof von Wladiwostok ernannt und die Bischofsweihe spendete ihm am 28. Oktober 1923 in Harbin Celso Costantini.